# Hans Ruge
Hans Ruge (* 18. April 1940 in Berlin) ist ein schwedisch-deutscher Neogräzist.
Nach dem Abitur 1958 in Stockholm studierte Ruge an der Universität Stockholm. 1969 wurde er promoviert und habilitiert und war dort von 1970 bis 1994 Privatdozent für Neogräzistik. 1994 wechselte er als Universitätsprofessor für neugriechische Sprache und Kultur an den Fachbereich Translations-, Sprach- und Kulturwissenschaft der Universität Mainz in Germersheim. 2005 ist er in den Ruhestand getreten.
Über Fachkreise hinaus bekannt geworden ist Ruge vor allem durch seine 1986 veröffentlichte, umfassende und sprachwissenschaftlich fundierte neugriechische Grammatik, die nunmehr bereits in vierter, völlig neu bearbeiteter Auflage erschienen ist.

## Schriften (Auswahl)
- Zur Entstehung der neugriechischen Substantivdeklination (Studia Graeca Stockholmiensia IV). Stockholm: Almqvist & Wiksel 1969.
- Grammatik des Neugriechischen: Lautlehre, Formenlehre, Syntax. Vierte, völlig neu bearbeitete Auflage, Edition Romiosini, Berlin 2020; dritte, erweiterte und korrigierte Auflage, Romiosini Verlag, Köln 2001 (2. Aufl. 1997, 1. Aufl. 1986), ISBN 3-923-72819-0.
- (mit Eva-Carin Gerö): Continuity and Change. The history of two Greek tenses, in: Folke Josephson, Ingmar Söhrman (Hgg.): Interdependence of diachronic and synchronic analyses (Studies in language companion series, Band 103), John Benjamins Publishing Company, 2008, ISBN 9-027-20570-1, Google Bücher